# Metal Arms: Glitch in the System
 (août 2015).
Si vous disposez d'ouvrages ou d'articles de référence ou si vous connaissez des sites web de qualité traitant du thème abordé ici, merci de compléter l'article en donnant les références utiles à sa vérifiabilité et en les liant à la section « Notes et références ».
Metal Arms: Glitch in the System est un jeu vidéo de tir à la troisième personne d'action-aventure développé par l'équipe américaine Swingin 'Ape Studios et sorti en 2003. Le jeu suit un robot nommé Glitch alors qu'il s'associe aux Droïdes dans leur combat contre le général Corrosive et ses Milbots.

## Histoire
Metal Arms se déroule sur la planète Iron Star, construite par une ancienne race, les Morbots, à partir de ferraille et de débris spatiaux. La rumeur dit que les Morbots habitent encore le noyau d'Iron Star, où aucun des habitants de la surface ne s'aventure par peur de la désactivation et de la destruction. Au fur et à mesure que la vie des indigènes droïdes évoluait, un scientifique, le Dr. Exavolt, a expérimenté la technologie des droïdes, tentant de la faire évoluer au-delà de ses limites actuelles. Les expériences d'Exavolt ont été couronnées de succès, mais il n'a pas pu faire progresser les scientifiques droïdes. L'une de ses expériences a abouti par inadvertance a la création d'un génie militaire tyrannique connu sous le nom de général Corrosif. Corrosive a commencé à fabriquer une race de soldats connue sous le nom de Milbots, ou Mils, et a asservi la race droïde d'Iron Star. Les droïdes qui se sont rebellés contre Corrosive ont été désactivés et recyclés. Le colonel Alliage, un ancien architecte, a établi une colonie cachée de droïdes connue sous le nom de Droïd City, où lui et la rébellion droïde prennent leur position finale contre les Mils. Glitch est retrouvé désactivé dans une ville en ruine par des rebelles droïdes. Il est réactivé à Droïd City, le dernier bastion de la rébellion, où l'on découvre que la mémoire de Glitch a été effacée. Lorsqu'il est mis au courant de la rébellion, Droïd City est attaqué par des Milbots. Glitch aide à la défense de la ville et poursuit un Mil, Vlax, qui s'est échappé, il n'a donc pas pu signaler l'emplacement de Droïd City au général Corrosive. Alors que presque tout le monde se cache en toute sécurité, l'un des amis de Glitch, Zobby, a été pris par Exavolt. Glitch trouve Exavolt sur une navette spatiale prête à décoller. Glitch s'attache à l'extérieur de la navette lorsqu'elle décolle. La navette accoste avec une station spatiale cachée derrière une fausse lune en orbite au-dessus de Iron Star. Alors que Glitch recherche Zobby, il prend le contrôle du général Corrosive et lance l'arrêt permanent des Milbots. Voyant que la station est perdue, Exavolt commence un compte à rebours d'autodestruction dans la station. Glitch et Zobby s'échappent dans une capsule d'évasion et atterrissent sur Iron Star. Une fois de retour à la surface, Glitch est défié par le général Corrosive et Glitch le bat. Glitch est reçu comme un héros pour avoir détruit les Milbots, tandis qu'Exavolt, regardant depuis sa navette en orbite, jure de se venger.

## Concept
Le joueur incarne un robot, Glitch. L'action se déroule sur Iron Star, une planète peuplé que de robots. Il faut éliminer les Mils, faction ennemie dont le chef est le général Corrosif.

## Format
Le jeu est sous forme d'un jeu d'action/aventure de science-fiction à la 3e personne.